# Craigellachie (palírna)
Craigellachie ([krejgeleki]) je skotská palírna společnosti Bacardi Ltd nacházející se ve vesnici Craigellachie poblíž města Aberlour v hrabství Banffshire, jež vyrábí skotskou sladovou whisky.

## Historie
Palírna byla založena v roce 1888 Alexandrem Edwardem a Peterem Mackiem a produkuje čistou sladovou whisky. Tato palírna je od roku 1916 v majetku společnosti Mackie & Co., dnes je v majetku John Dewar & Sons (Bacardi). Produkuje whisky značky Craigellachie, což je 14letá whisky s obsahem alkoholu 43 %. Většina produkce se používá do míchaných whisky. Tato whisky má smetanovou jemnost s kouřovitou příchutí.